# Secret (rysk musikgrupp)
Secret (ryska: Секрет) var ett ryskt rockband som bildades 1982. Bandmedlemmarna klädde sig ungefär som The Beatles. Bandets frontman Maxim Leonidov utvandrade till Israel 1990 och de bytte medlemmar och tappade i popularitet. Bandet upplöstes 1996. Gruppen räknas som ett av Rysslands mest klassiska rockband.

## Originalmedlemmar
- Maxim Leonidov (1982 - 1990)
- Nikolaj Fomenko (1982 - 1996)
- Andrej Zabludovskij (1982 - )
- Aleksej Murasjov (1982 - 1998)

## Diskografi
| Translitteration      | Originaltitel       | Översatt          | Släppår |
| --------------------- | ------------------- | ----------------- | ------- |
| Ti i ya               | Ты и я              | Du & jag          | 1984    |
| Sekret                | Секрет              | Secret            | 1987    |
| Leningradskoje vremja | Ленинградское время | Tiden i Leningrad | 1989    |
| Orkestr v puti        | Оркестр в пути      | Orkester på resa  | 1991    |
| Ne perezjivaj         | Не переживай        | Oroa dig inte     | 1994    |
| Moskovskje Bluzi      | Blues de Moscou     | Moskvablues       | 1996    |
| Pjat                  | Пять                | Fem               | 1997    |